# Копосов, Алексей Павлович
Алексей Павлович Копосов (27 февраля (12 марта) 1902 — 9 декабря 1967) — советский композитор, автор песен, хоров, музыкальных постановок, собиратель и обработчик русских народных песен.
Родился в Жиздре 27 февраля (12 марта) 1902 в семье хормейстера. С детства пел в хоре.
В 1920—1925 годах служил в Красной Армии в Майкопе в войсках ВЧК и в Ростове-на-Дону в Первой конной армии, руководил хорами солдат и сам сочинял военные песни.
Окончил музыкальный техникум в Ростове-на-Дону (класс композиции Н. З. Хейфеца), и научно-композиторский факультет Московской консерватории (1925—1931, класс композиции M. Ф. Гнесина). Руководил сначала народными, а потом и профессиональными хорами и ансамблями.
Автор песен для хора. Обработчик народных песен, с том числе песни «Ах, Самара-городок» (1942). Участвовал в организации Омского, Волжского, Сибирского, Оренбургского хоров.
Руководил хором русской народной песни Всесоюзного радио, организованным П. Ярковым. В 1950-е гг. (до 1958 г.) заведующий музыкальной частью Государственного академического хореографического ансамбля «Берёзка» (Москва).
Умер 9 декабря 1967 года в Москве.

## Песни
- Ленинское знамя. — Слова А. Сальникова
- Дума о Ленине. — Слова А. Сальникова
- Урожайная. — Слова М. Исаковского
- Славься, великая Родина-мать! — Слова М. Лапирова
- Дарственная. (Песня советских хлеборобов). — Слова В. Пухначева
- Песня-сказ о русской земле. — Слова В. Бокова
- Песня о Сибири. — Слова В. Пухначева
- Славься, наша Москва! — Слова И. Дремова
- Счастливая волжанка. — Слова В. Семернина
- Колхозная свадьба. — Слова А. Сальникова
- Кто работает на славу, припеваючи живет. — Слова С. Алымова
- Ленин жив. — Слова Л. Кондырева.

## Сочинения
- К вопросу о хоровой культуре [Текст] : (В порядке постановки вопроса) / А. Копосов. — М. :Всес. дом нар. творчества им. Н. К. Крупской, 1937 (стеклогр. изд. «Искусство»). — Обл., 37 с.; 21х14 см.
- Конкурс художественных самодеятельных коллективов в клубе [Текст] : Опыт Клуба Октябрьск. ж. д. им. Андреева. Москва / А. Копосов. — М. :изд. и тип. Профиздата, 1934. — Обл., 77, [2] с. : ил.; 15х12 см. — (Кабинет профработы МОСПС и МГСПС. Бюро по соцобмену опытом КультСО; № 17).
- Я вечор, млада, во пиру была. — М. : Сов. композитор, 1962. — 9 с.
- К вопросу о методах работы с народной музыкальной драмой [Текст] / Всес. дом нар. творчества им. Н. К. Крупской. — М. :Тип. изд-ва «Власть советов», 1938. — 83 с. : нот.; 21 см.
- Против церковщины в хоровом пении [Текст] / А. Копосов; Всес. ком-т по делам искусств при СНК СССР. Всес. дом нар. творчества им. Н. К. Крупской. — М. :Стеклогр. Промтреста Дзержинск. райсовета, [1937]. — 82 с. : ил.; 21 см.
- Три русские народные песни [Ноты] : в обработке для смешанного хора [без сопровождения и с сопровождением фортепиано (или оркестра народных инструментов)] / А. Копосов. — М. :Музгиз, 1946. — 29 с.; 29 см.
- Песни : Для хора с сопровожд. баяна. — М. : Музгиз, 1956. — 13 с.
- Современные песни из репертуара русских народных хоров : Для пения без сопровожд. и в сопровожд. балалайки, баяна, ф.-п. / Сост. А. Копосов. — М. : Музгиз, 1953. — 43 с.
- Пять песен на слова советских поэтов : Для русского народного хора с сопровожд. ф.-п. или баяна. — М. : Сов. композитор, 1958. — 20 с.
- Русские песни : В обработ. для народного хора без сопровожд. / Сост. А. Копосов. — М. : Сов. композитор, 1961. — 39 с.
- Ленинское знамя : Песни для русского народного хора в сопровожд. баяна: С предисл. — М. : Музыка, 1967. — 44 с. : портр.
- Боевые песни Запада : Для детского хора с сопровожд. ф.-п.: С предисл. / Сост. и авт. обработок А. Копосов. — М. : Сов. композитор, 1968. — 48 с.
- Революционные песни Запада : Для детского хора в сопровожд. ф.-п.: С предисл. / Сост. и авт. обработок А. Копосов. — М. : Сов. композитор, 1963. — 41 с. включ. обл.
- Русские народные песни : Для голоса с сопровожд. ф.-п. / Обработка А. Копосова. — М. : Сов. композитор, 1960. — 23 с.
- Пять старинных вальсов : Для смешан. хора без сопровожд. / Обработка А. Копосова. — М. : Музыка, 1967. — 48 с.
- Песни советских композиторов : В обработ. для смешан. хора без сопровожд.: С предисл. / Составление и общ. ред. А. Копосова. — М. : Сов. композитор, 1961. — 112 с.
- Русские народные песни Челябинской области : Для голоса и хора без сопровожд. / Запись музыки А. Копосова; Запись слов В. Маковского; Ред. и предисл. Е. Гиппиуса. — М. : Музгиз, 1956. — 55 с.